# 400 meter häck för damer i friidrott vid olympiska sommarspelen 1996
400 meter häck för damer vid olympiska sommarspelen 1996 i Atlanta avgjordes den 28-31 juli. 

## Medaljörer
| Gren           | Guld                    | Guld       | Silver           | Silver | Brons                     | Brons |
| 400 meter häck | Deon Hemmings · Jamaica | 52,82 (OR) | Kim Batten · USA | 53,08  | Tonja Buford-Bailey · USA | 53,22 |

## Resultat
- Q innebär avancemang utifrån placering i heatet.
- q innebär avancemang utifrån total placering.
- DNS innebär att personen inte startade.
- DNF innebär att personen inte fullföljde.
- DQ innebär diskvalificering.
- NR innebär nationellt rekord.
- OR innebär olympiskt rekord.
- WR innebär världsrekord.
- WJR innebär världsrekord för juniorer
- AR innebär världsdelsrekord (area record)
- PB innebär personligt rekord.
- SB innebär säsongsbästa.

### Final
| Placering | Namn                      | Tid   | Bana |
| --------- | ------------------------- | ----- | ---- |
|           | Deon Hemmings (JAM)       | 52,82 | 5    |
|           | Kim Batten (USA)          | 53,08 | 2    |
|           | Tonja Buford-Bailey (USA) | 53,22 | 4    |
| 4.        | Debbie Parris (JAM)       | 53,97 | 2    |
| 5.        | Heike Meissner (GER)      | 54,03 | 1    |
| 6.        | Rosey Edeh (CAN)          | 54,39 | 7    |
| 7.        | Ionela Târlea (ROU)       | 54,40 | 8    |
| 8.        | Silvia Rieger (GER)       | 54,57 | 3    |

### Semifinaler
| Placering | Namn                      | Tid   | Bana |
| --------- | ------------------------- | ----- | ---- |
| 1.        | Deon Hemmings (JAM)       | 52,99 | 3    |
| 2.        | Tonja Buford-Bailey (USA) | 53.38 | 6    |
| 3.        | Heike Meissner (GER)      | 54.27 | 4    |
| 4.        | Ionela Târlea (ROU)       | 54.41 | 2    |
| 5.        | Susan Smith (IRL)         | 54.93 | 8    |
| 6.        | Ann Mercken (BEL)         | 54.95 | 1    |
| 7.        | Tanja Ledovskaja (BLR)    | 54.99 | 7    |
| 8.        | Tetjana Teresjtjuk (UKR)  | 55.34 | 5    |

| Placering | Namn                        | Tid   | Bana |
| --------- | --------------------------- | ----- | ---- |
| 1.        | Kim Batten (USA)            | 53,65 | 6    |
| 2.        | Silvia Rieger (GER)         | 54.27 | 7    |
| 3.        | Rosey Edeh (CAN)            | 54.49 | 2    |
| 4.        | Debbie Parris (JAM)         | 54.72 | 1    |
| 5.        | Sandra Farmer-Patrick (USA) | 54.73 | 5    |
| 6.        | Guðrún Arnardóttir (ISL)    | 54.81 | 4    |
| 7.        | Michele Schenk (SUI)        | 55.96 | 8    |
| —         | Sally Gunnell (GBR)         | DNF   | 3    |

### Icke-kvalificerade
| Placering | Namn                          | Tid   |
| --------- | ----------------------------- | ----- |
| —         | Natalja Tortjina (KAZ)        | 55,94 |
| —         | Lana Jekabsone (LAT)          | 56.18 |
| —         | Anna Knoroz (RUS)             | 56.21 |
| —         | Catherine Scott-Pomales (JAM) | 56.21 |
| —         | Martina Stoop (SUI)           | 56.32 |
| —         | Miriam Alonso (ESP)           | 56.53 |
| —         | Lade Akinremi (NGR)           | 56.83 |
| —         | Nelli Voronkova (BLR)         | 56.97 |
| —         | Karen van der Veen (RSA)      | 57.00 |
| —         | Virna de Angeli (ITA)         | 57.12 |
| —         | Tanja Kurotjkina (BLR)        | 57.28 |
| —         | Eva Paniagua (ESP)            | 58.10 |
| —         | Mary Estelle Kapalu (VAN)     | 58.68 |
| —         | Pei-Chin Hsu (TPE)            | 58.80 |